# موز الهه الهام بخش شاعر

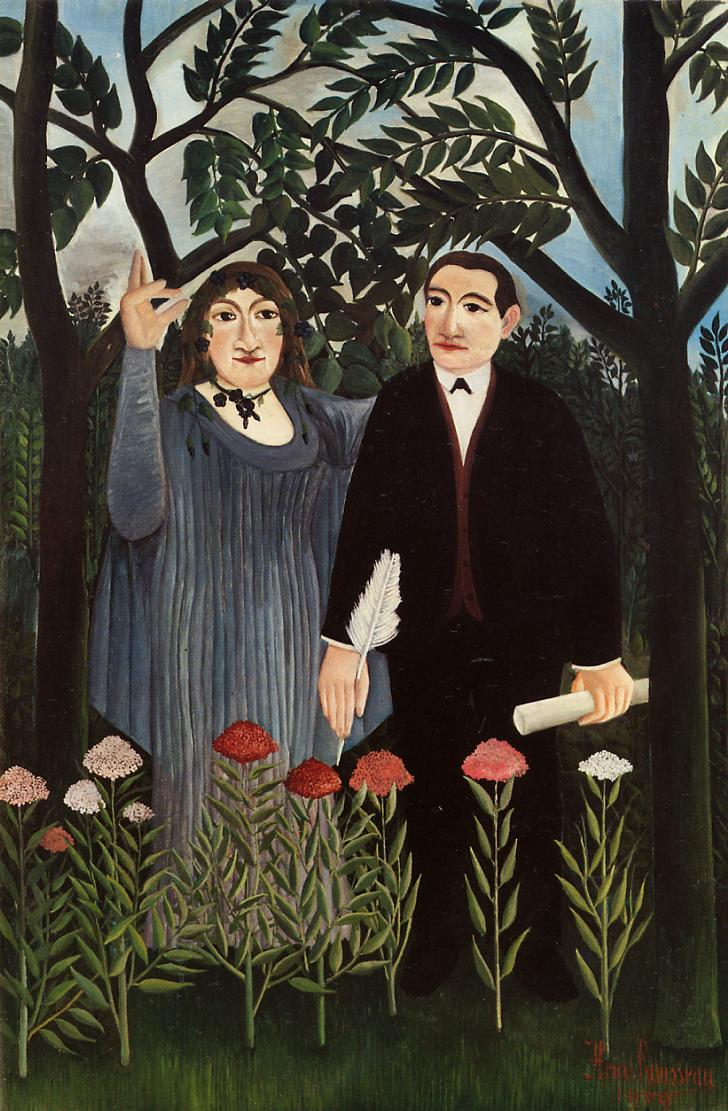

موز الهه الهام بخش شاعر (به انگلیسی: The Muse Inspiring the Poet) عنوان نقاشی آنری روسو است که در سال ۱۹۰۹ کشیده شده‌است و یک تصویر دوتایی از ماری لورانسن و گیوم آپولینر را تشکیل می‌دهد. مدتی تحت مالکیت پل روزنبرگ بود ولی اکنون در موزه هنر بازل قرار دارد.نسخه دیگر این اثر اکنون در موزه پوشکین در مسکو است.